# Winston Churchill dopo la seconda guerra mondiale

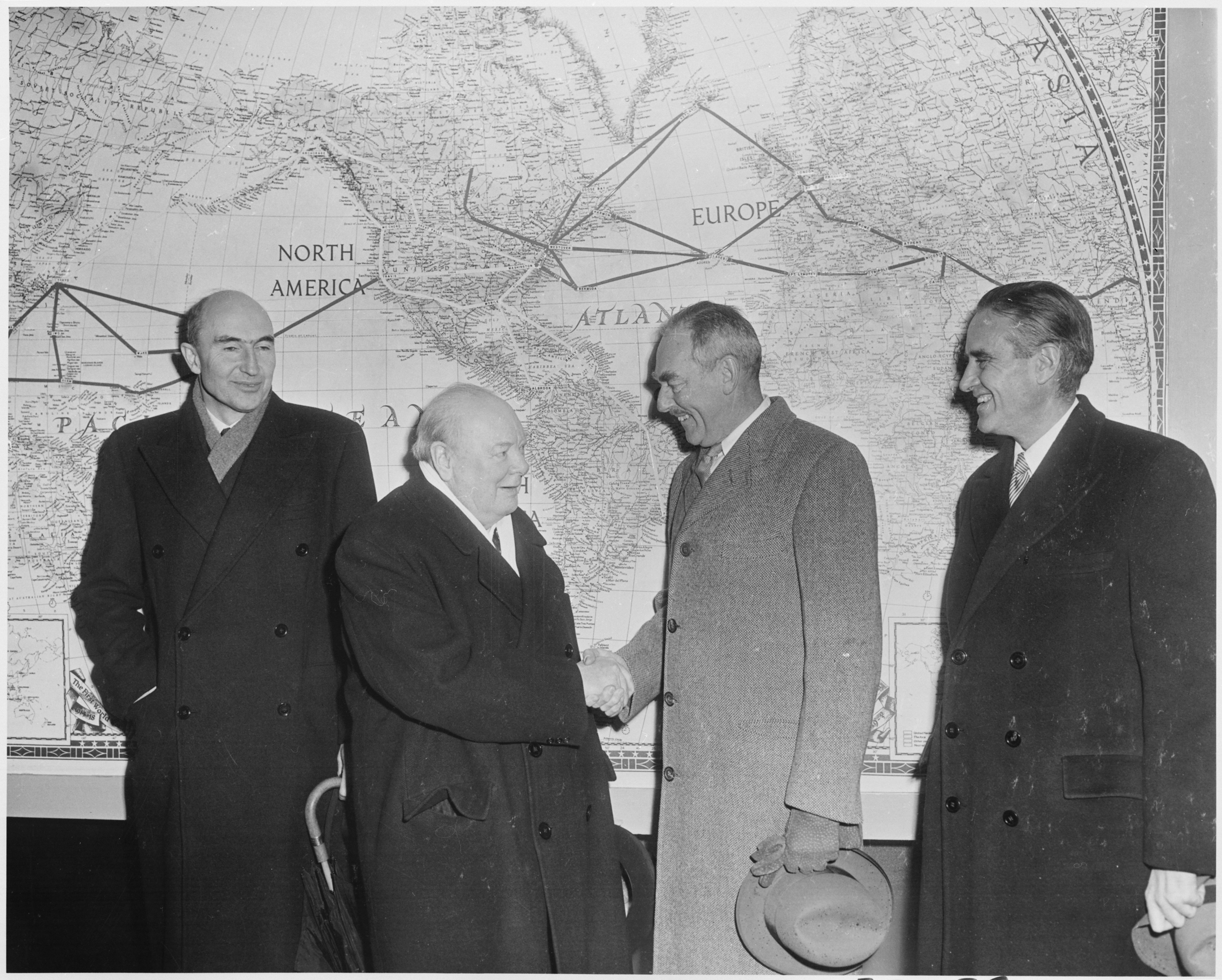
Churchill con il Segretario di Stato americano Dean Acheson nel 1953

La pagina documenta la vita dello statista britannico dalla fine della seconda guerra mondiale e il suo secondo mandato come primo ministro del Regno Unito, fino alla sua successiva morte e funerali nel 1965. Dopo la fine della guerra Churchill dovette dimettersi come primo ministro del Regno Unito perché il partito conservatore perse le elezioni del 1945. Per i sei anni successivi servì come capo dell'opposizione. Durante questi anni Churchill ha continuato a influenzare gli affari mondiali; nel 1946 tenne il suo discorso sulla Cortina di ferro a proposito delle politiche espansionistiche dell'Urss e della creazione del Blocco orientale; Churchill sostenne anche fortemente l'indipendenza britannica dalla Comunità europea del carbone e dell'acciaio (che considerava un progetto franco-tedesco dal quale la Gran Bretagna doveva tenersi fuori). Nelle elezioni generali del 1951 i laburisti furono sconfitti e Churchill divenne Primo Ministro per la seconda volta. Churchill continuò a guidare la Gran Bretagna, ma soffrì sempre più di problemi di salute. Consapevole del fatto che stava decadendo sia fisicamente che mentalmente, si dimise dal Gabinetto nel 1955. Comunque continuò a sedersi come deputato per Woodford fino a quando si ritirò dalla politica nel 1964. Churchill morì il 24 gennaio 1965 e gli fu concesso l'onore di un funerale di Stato. Fu sepolto nel suo cimitero di famiglia nella chiesa di San Martino a Bladon, vicino al suo luogo natìo, Blenheim Palace.

## Le elezioni del 1945

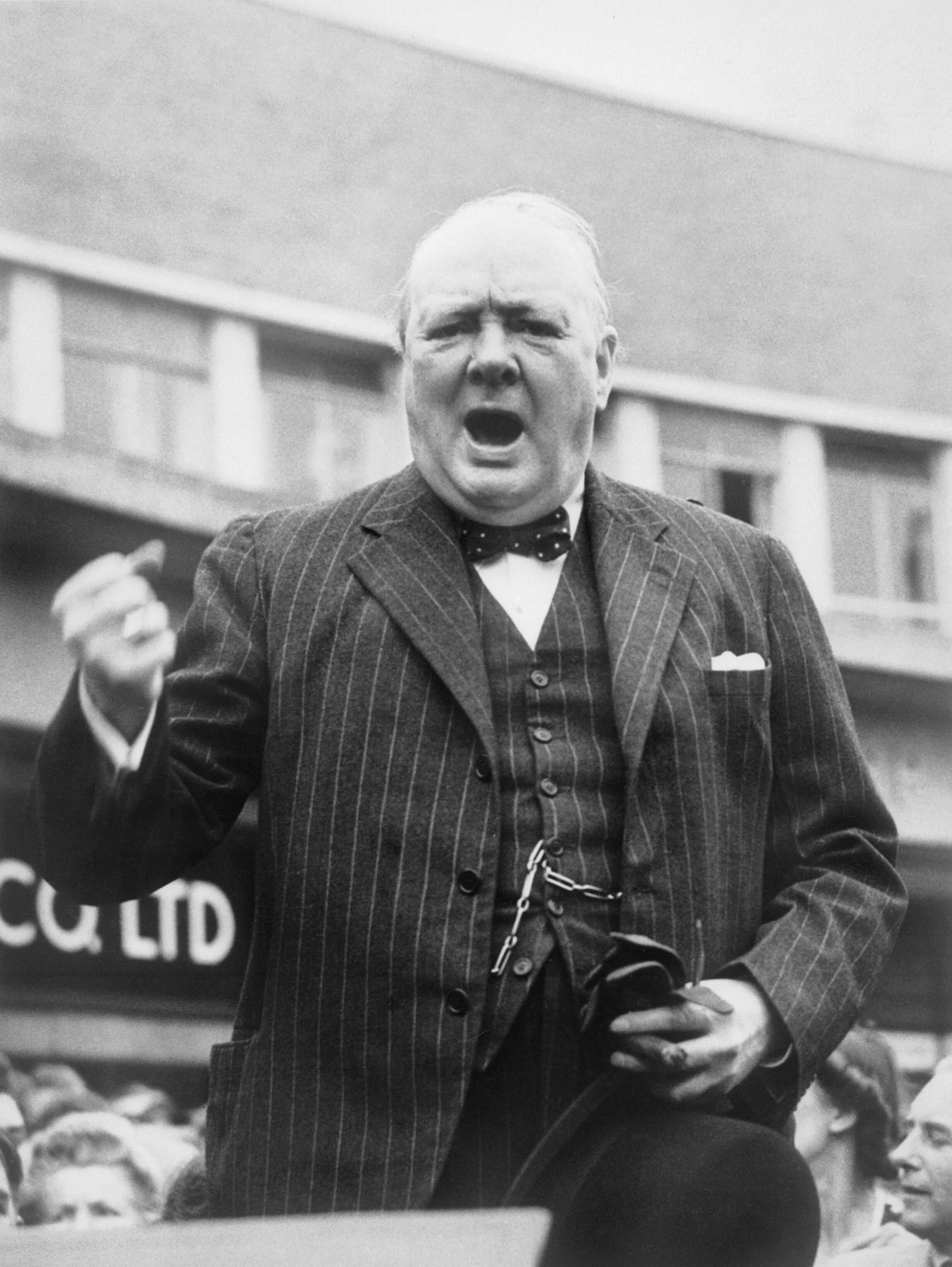
Churchill durante un comizio per le elezioni del 1945

Il ruolo di Churchill nella seconda guerra mondiale gli fece guadagnare enorme sostegno tra la popolazione britannica: la sconfitta elettorale fu quindi inaspettata e di proporzioni storiche per i Conservatori. Churchill espresse disapprovazione per una serie di idee - ritenendole non praticabili, sebbene ne accettasse molti principi -
divenute popolari dopo la pubblicazione del Piano Beveridge: la politica della piena occupazione, il piano abitativo per gli alloggi, la creazione un sistema di assistenza sanitaria pubblica nazionale, l'ampliamento dell'istruzione pubblica. Nel 1944, il governo di Churchill aveva ottenuto l'approvazione dell'Education Act (detto Legge Butler, dal ministro dell'Istruzione Rab Butler) che per la prima volta istituì un sistema di istruzione pubblico, gratuito e obbligatorio fino a 15 anni. Churchill fu sconfitto nelle elezioni del 1945 dal partito laburista di Clement Attlee, che ottenne un'enorme maggioranza parlamentare. Ci sono diverse ipotesi sul motivo per cui i Conservatori persero questa elezione: erano dieci anni che non si tenevano le elezioni generali; gli elettori pensavano che l'uomo che li aveva guidati così bene in guerra non era l'uomo adatto per guidarli ora in pace; oppure che il risultato elettorale non fu una reazione contro Churchill personalmente, ma contro il primato del Partito Conservatore dagli anni Venti sotto Baldwin e Chamberlain. Inoltre, le politiche socialiste proposte dal partito laburista - il piano per gli alloggi, l'introduzione del National Health Service, le nazionalizzazioni delle industrie - erano popolari tra gli elettori. Durante il comizio di apertura della campagna elettorale, Churchill stupì molti dei suoi ammiratori avvertendo che un governo laburista (presente dal 1940 nel suo Governo di coalizione) avrebbe introdotto in Gran Bretagna «una qualche forma di Gestapo, senza dubbio umanamente amministrata all'inizio». Churchill era stato sinceramente preoccupato durante la guerra dalle incursioni della burocrazia statale nelle libertà civili ed era chiaramente influenzato dal trattato anti-totalitario di Friedrich von Hayek, The Road to Serfdom (La via della schiavitù, 1944).
Sebbene il giorno fissato per le elezioni fosse il 5 luglio, i risultati finali del voto non furono noti fino al 26 luglio, a causa della necessità di raccogliere i voti dei numerosi militari britannici all'estero. La moglie di Churchill, Clementine, che insieme a sua figlia Mary era stata presente al conteggio dei voti nel collegio elettorale di Churchill nell'Essex (anche se incontrastato dai partiti maggiori, Churchill aveva vinto con una maggioranza molto ridotta contro un candidato indipendente) tornò per incontrare il marito a pranzo. Quando lei disse al marito che la sconfitta poteva essere «una benedizione mascherata», Churchill ribatté che «al momento sembra effettivamente molto mascherata». Quel pomeriggio il medico personale di Churchill, Lord Moran (così in seguito annotò nel suo libro The Struggle for Survival) si lamentò con lui dell'ingratitudine del popolo britannico, ma Churchill rispose: «Non la chiamerei così. Hanno passato anni terribili». Avendo perso le elezioni, nonostante godesse di ammirazione tra la popolazione britannica, Churchill si dimise da Primo Ministro quella sera, passando il testimone al primo governo laburista di maggioranza, guidato da Clement Attlee, suo vice durante la guerra. Sono state date molte spiegazioni per la sconfitta elettorale di Churchill, che all'epoca parve incredibile. Tra queste, il fatto che il desiderio di riforme postbelliche era diffuso tra la popolazione e che l'uomo che aveva guidato la Gran Bretagna in guerra non era considerato l'uomo giusto per guidare la nazione in pace. Sebbene il partito conservatore fosse impopolare, molti elettori avrebbero voluto che Churchill continuasse a ricoprire l'incarico qualunque fosse stato l'esito delle elezioni, credendo erroneamente che ciò sarebbe stato possibile.
La mattina del 27 luglio Churchill tenne l'ultima riunione del Gabinetto. Uscendo dalla sala delle riunioni a Downing Street disse a Eden: «Trent'anni della mia vita sono passati in questa stanza, non ci sarò mai più seduto, tu lo sarai, ma io no». Tuttavia, contrariamente alle aspettative, Churchill non cedette la leadership conservatrice ad Anthony Eden, che divenne il suo vice, ma che non era propenso a sfidare il suo mentore. Sarebbe passato un altro decennio prima che Churchill si ritirasse definitivamente dalla scena.

## Leader dell'opposizione

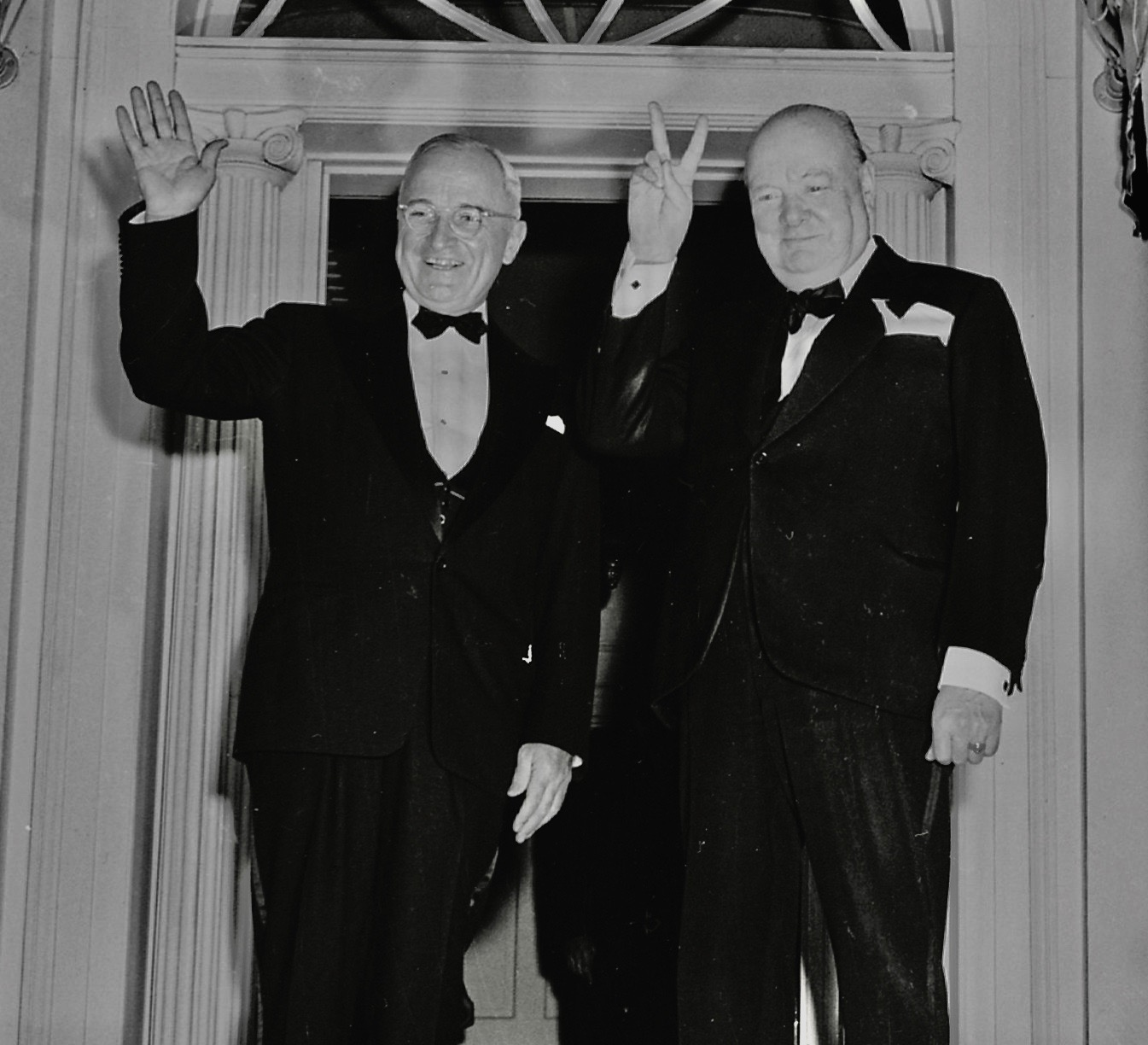
Churchill e Truman nel 1949

Per sei anni Churchill servì come capo dell'opposizione. Durante questi anni Churchill continuò a influenzare gli affari mondiali. Durante il suo viaggio del 1946 negli Stati Uniti, tenne il celeberrimo discorso di Fulton sulla Cortina di ferro e la creazione del Blocco orientale. Tale discorso, concordato con Truman, segna convenzionalmente l'avvio della Guerra fredda. Parlando il 5 marzo 1946 al Westminster College di Fulton, nel Missouri, tessé dapprincipio un elogio della Russia:
(Winston Churchill a Fulton, Missouri 5 marzo 1946)
Aggiunse però subito dopo:
(Winston Churchill a Fulton, Missouri 5 marzo 1946)
Sempre nel discorso di Fulton aveva espresso l'intenzione di non mettere a disposizione delle Nazioni Unite i segreti atomici del Regno Unito e degli Stati Uniti: "Non credo che tutti noi dormiremmo così tranquillamente se le posizioni fossero invertite e qualche stato comunista o neofascista avesse il monopolio di questi temuti ordigni". Il medico di Churchill, Lord Moran, più tardi (nel suo libro "The Struggle for Survival") ricordò che Churchill suggerì già nel 1946, l'anno prima di trasmettere l'idea in una nota al presidente Truman, che gli Stati Uniti preparassero un attacco atomico preventivo su Mosca mentre l'Unione Sovietica non possedeva ancora armi nucleari. Churchill avrebbe parlato con il senatore della destra repubblicana Styles Bridges, chiedendogli di persuadere Truman a lanciare un attacco nucleare sul Cremlino. Il memorandum riporta che Churchill "affermò che l'unica salvezza per la civiltà fosse che il Presidente degli Stati Uniti dichiarasse la Russia un pericolo per la pace mondiale e ordinasse un attacco preventivo". Il medico personale di Churchill, Lord Moran, riportò nelle sue memorie una conversazione risalente al 1946:
Tuttavia, sempre a Fulton, pronunciò parole concilianti verso l'Unione Sovietica:
(Winston Churchill a Fulton, Missouri 5 marzo 1946)
Per questo invocò l'unità delle democrazie occidentali in funzione deterrente. A questo scopo ricordò gli errori compiuti negli anni '30 davanti ai regimi fascisti:
(Winston Churchill a Fulton, Missouri 5 marzo 1946)
Tuttavia il discorso non venne accolto favorevolmente da tutta la stampa occidentale. Anche testate conservatrici come il Times affermarono che democrazie e comunismo avessero "Molto da imparare l'una dall'altro" e il Wall Street Journal ribadì posizioni isolazioniste: "gli Stati Uniti non vogliono un'alleanza né altro che somigli a un'alleanza con nessun'altra nazione".

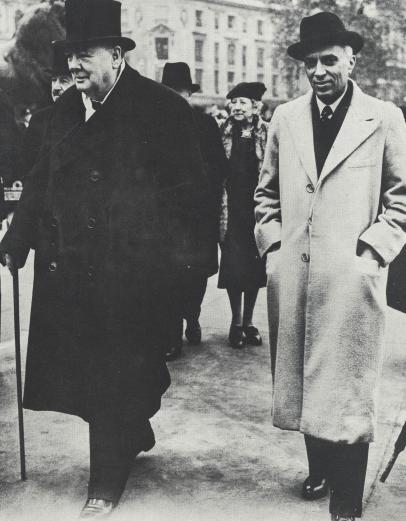
Churchill con Jawaharlal Nehru a Londra nel 1948

Nel 1946 Churchill disse all'ambasciatore irlandese a Londra: "Ho detto alcune parole in parlamento l'altro giorno sul vostro Paese perché spero ancora in un'Irlanda unita. Dovete prendervi anche quelli del Nord, ma senza la forza. Non c'è e non c'è mai stata alcuna animosità nel mio cuore verso il vostro Paese"". 

### Medio Oriente, India e Israele
Nel 1948 nacque lo Stato di Israele. Il governo laburista non riconobbe immediatamente il nuovo Stato. Nel 1944 Churchill aveva espresso giudizi durissimi sulle milizie sioniste dopo che queste avevano assassinato il Commissario britannico Lord Moyne, suo amico personale. Tuttavia, Churchill criticò la posizione del governo britannico definendo la nascita di Israele "Un evento senza precedenti nella storia mondiale". Aveva già espresso forte contrarietà al Libro bianco del 1939, che aveva di fatto bloccato l'afflusso di rifugiati ebrei dall'Europa dopo la Grande rivolta araba. 
A questo proposito, Chaim Weizmann racconta nelle sue memorie che pranzò con Churchill poco prima del dibattito parlamentare sul Libro bianco:
Nel suo intervento parlamentare definì il Libro bianco "un vergognoso tradimento".
Nel 1949, quando la vittoria israeliana divenne evidente, aumentò le perorazioni affinché il Regno Unito riconoscesse Israele. Nel 1943, in un colloquio con Chaim Weizmann Churchill aveva affermato:
(Winston Churchill a Chaim Weizmann, 1943)

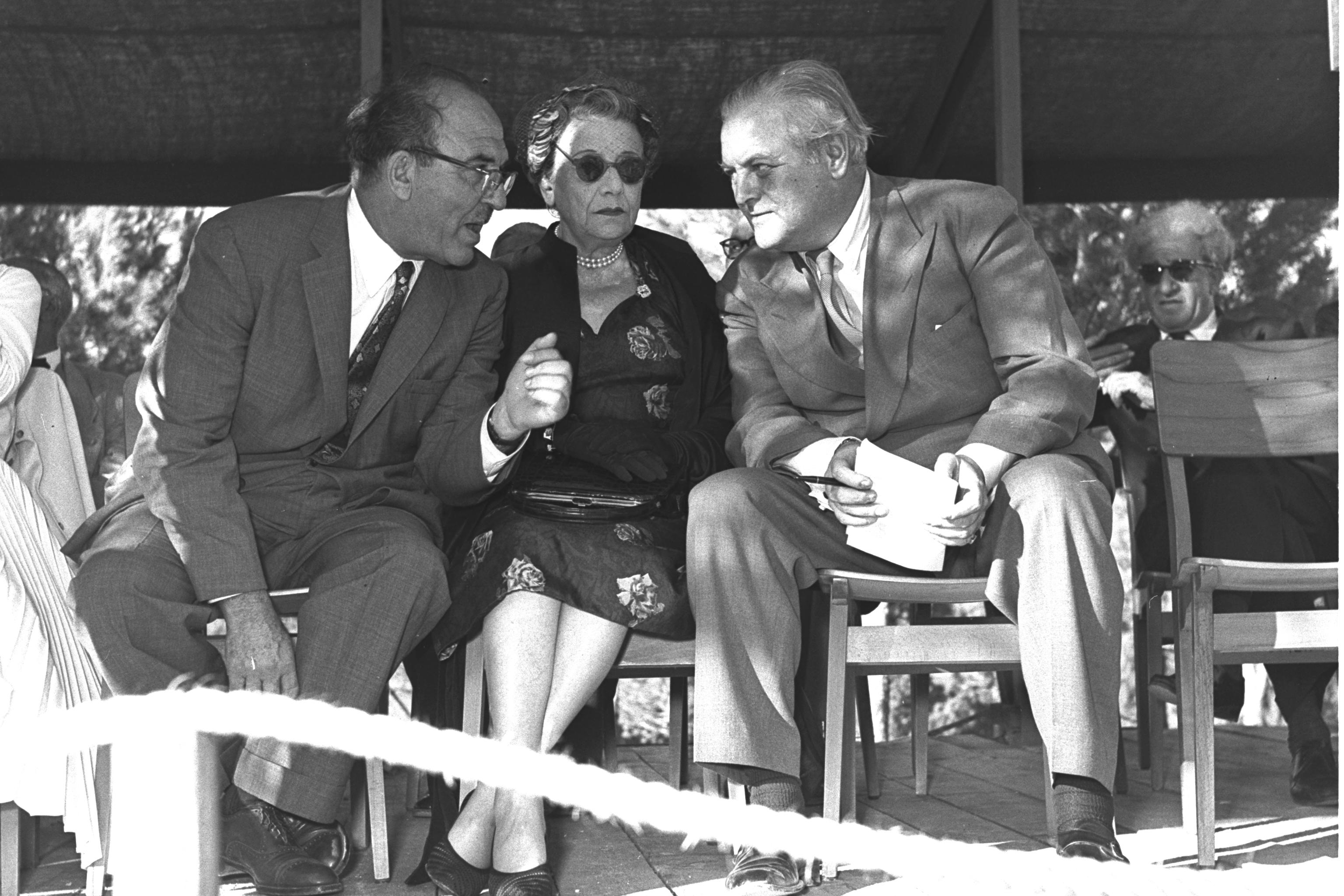
Randolph Churchill (primo da destra), figlio di Winston, con Vera Weizmann e Levi Eshkol nel 1955

Secondo lo storico Michael J. Cohen, Churchill rimase convinto che la linea da seguire fosse il suo Libro bianco del 1922, che riteneva conciliasse al meglio le pretese arabe e sioniste. Nel 1946 aveva sostenuto con forza la necessità dell'assistenza americana alla Gran Bretagna nella gestione del mandato britannico, proponendo come alternativa che la Gran Bretagna rimettesse il mandato alle Nazioni Unite. La critica di Churchill si imperniava sulla concezione, fatta propria sin dagli anni '20, che lo sforzo britannico avrebbe dovuto concentrarsi sul mantenimento dei territori storici dell'Impero, come l'India, piuttosto che disperdere risorse in territori come la Palestina. Anche l'impegno in favore della causa sionista, che Churchill rivendicò sempre, almeno fino al 1946 fu inteso nel senso limitato del Libro bianco del 1922. Diversa è la valutazione di Martin Gilbert, il maggior biografo di Churchill: secondo Gilbert infatti le posizioni politiche di Churchill furono sempre dettate da una sincera amicizia per gli ebrei e dall'opposizione verso il pregiudizio antisemita, una caratteristica insolita anche in Gran Bretagna dove l'antisemitismo era molto diffuso.
Nel 1947 Churchill aveva espresso scetticismo verso l'indipendenza dell'India, ritenendo, come già aveva fatto negli anni '30, che fosse prematura. Nel dibattito parlamentare affermò che "Il governo è apparentemente disposto a lasciare che 400 milioni di indiani cadano negli orrori di una sanguinaria guerra civile".
Tuttavia poco dopo mutò atteggiamento e mostrò invece il suo apprezzamento verso la nuova India indipendente guidata da Jawaharlal Nehru (il quale come lui aveva studiato ad Harrow), che Churchill incoraggiò ad ammettere nel Commonwealth. A dispetto della fama di anti-indiano, Churchill mostrò grande apprezzamento per il nuovo leader, tanto da definirlo "La luce dell'Asia". Nel corso della visita del 1948 Churchill disse a Nehru:
(Churchill a Nehru, 1948)
Durante un incontro negli anni '50, quando Churchill era nuovamente Primo ministro, lui e Nehru si recarono in visita ad Harrow, la loro vecchia scuola, e cantarono insieme canzoni goliardiche degli anni giovanili. Nel banchetto ufficiale che seguì a Westminster Hall, Churchill disse a Nehru:
(Churchill a Nehru, 1952)
Secondo lo storico indiano Jagat Mehta, Nehru divenne amico di Churchill e ogni volta che si trovava a Londra si recava a casa sua per una visita.

### Storia della Seconda guerra mondiale
Durante gli anni '40 Churchill scrisse sei volumi di memorie sulla seconda guerra mondiale. La serie, intitolata La seconda guerra mondiale, aggiunse i pensieri, le convinzioni e le esperienze personali di Churchill agli eventi storici della guerra. Churchill vendette i diritti letterari sui suoi libri per il doppio del salario di Primo Ministro. Nell'opera Churchill ribadì il suo disgusto verso la politica di Appeasement degli anni '30, oltre a una certa ritrosia nel narrare le sue divergenze con gli americani, in particolare Roosevelt e Eisenhower.

### Unità europea
(Winston Churchill 1930)
Nel 1918, alla fine della prima guerra mondiale, Churchill dichiarò al Gabinetto:
(Winston Churchill 1918)
Nel 1925 plaudì al Trattato di Locarno, che segnava la riappacificazione tra Francia e Germania. L'anno seguente, concludendo le sue monumentali memorie sulla guerra, intitolate "World Crisis" scrisse: "Sarà questa la fine? Non si tratta soltanto di un capitolo di una storia crudele e senza senso? Non accadrà che una nuova generazione sia a sua volta immolata per saldare i funebri conti tra teutonici e galli? Dovranno i nostri figli tornare a gemere su terre devastate? O al contrario, proprio dai fuochi del conflitto nascerà quella riconciliazione tra i tre giganti in lotta che unirà il loro genio, garantendo a ciascuno, con libertà e sicurezza, una parte nella ricostruzione della gloria d'Europa.". 
Nell'estate del 1930, ispirato dalle idee elaborate dal ministro degli Esteri francese Aristide Briand e dal suo recente tour negli Stati Uniti nell'autunno del 1929, Churchill scrisse un articolo lamentando l'instabilità causata dall'indipendenza della Polonia e dalla disintegrazione dell'Austria Ungheria in stati minori, e si dichiarò in favore degli "Stati Uniti d'Europa", anche se ritenne che la Gran Bretagna non dovesse farne parte. Secondo John Lukacs Churchill "si era sempre rammaricato dello smembramento del secondo Impero germanico, l'Austria Ungheria degli Asburgo". Durante la seconda guerra mondiale, Churchill appoggiò i piani del principe Ottone d'Asburgo-Lorena e del conte Coudenhove-Kalergi per la costruzione di una federazione danubiana (che sottraesse l'Europa centrale all'egemonia sovietica). Questo interesse di Churchill verso i Paesi dell'Europa centrale derivava anche dai rapporti di amicizia personale da lui intrattenuti con vari membri dell'aristocrazia austriaca e cecoslovacca, come il principe Karl Kinsky, Ernest Cassel, il barone Maurice de Forest e Sir Henry Strakosch.

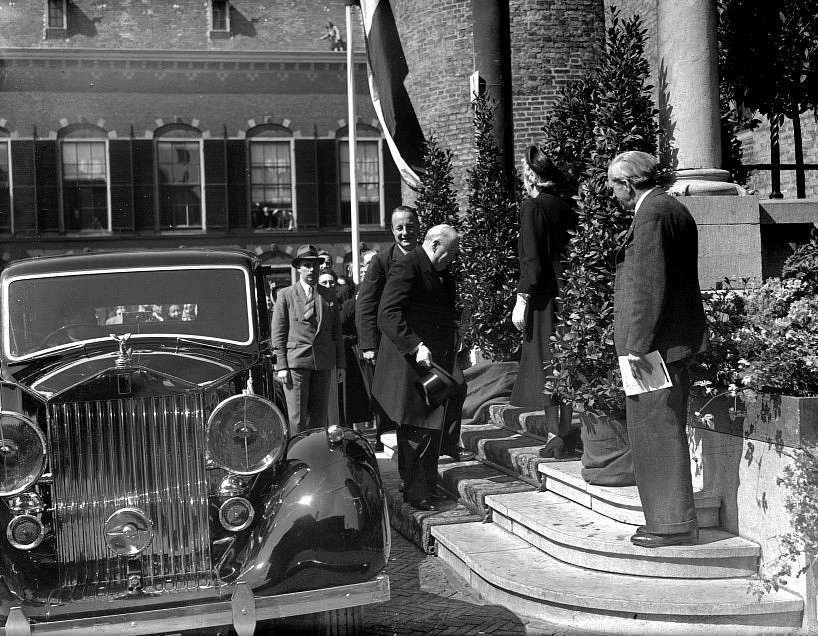
Churchill alla Conferenza dell'Aia del 1948

Nel 1935 il direttore del Daily Mail Lord Rothermere, amico di Churchill e simpatizzante di Hitler gli mostrò una lettera ricevuta dal dittatore nazista;
(John Lukacs)
La contrarietà di Churchill all'Appeasement derivò anche dal suo europeismo. L'11 giugno 1937 Churchill scrisse: "Come sono andate le cose in Europa mentre noi badavamo ai fatti nostri? Per quanto mi riguarda non ho mai potuto accantonare l'Europa. Mi resta fissa nella mente". In proposito, lo storico Robert Rhodes James ha commentato: "(Churchill) Aveva combattuto la sua campagna più contro un carattere nazionale che contro un'amministrazione".
Dopo lo scoppio della seconda guerra mondiale le idee su una più stretta unione europea continuarono a circolare, dal 1942 in poi, ad opera di uomini politici come il premier belga Paul-Henri Spaak. Già nel marzo 1943 un discorso di Churchill sulla ricostruzione postbellica infastidì l'amministrazione statunitense non solo non menzionando la Cina come una grande potenza, ma proponendo un "Consiglio d'Europa" puramente europeo. Harry Hopkins trasmise le preoccupazioni del presidente Roosevelt, avvertendo Eden che avrebbe "dato munizioni gratuite agli isolazionisti (statunitensi)" che avrebbero potuto proporre un "Consiglio regionale" americano. Churchill esortò Eden, in occasione di una visita negli Stati Uniti in quel periodo, ad "ascoltare educatamente", ma a non dare "alcun seguito" alle proposte di Roosevelt affinché gli Stati Uniti, il Regno Unito, l'Unione Sovietica e la Cina di Chiang Kai-shek agissero insieme per far rispettare la "Sicurezza collettiva globale" accanto agli imperi giapponese e francese. 
Dopo la guerra, Churchill pronunciò un famoso discorso a Zurigo il 19 settembre 1946, nel quale sostenne la creazione di "una specie di Stati Uniti d'Europa" incentrata su una partnership franco-tedesca, con la Gran Bretagna e il Commonwealth, e forse gli Stati Uniti, come "amici e sponsor della nuova Europa":
(Winston Churchill 1946)

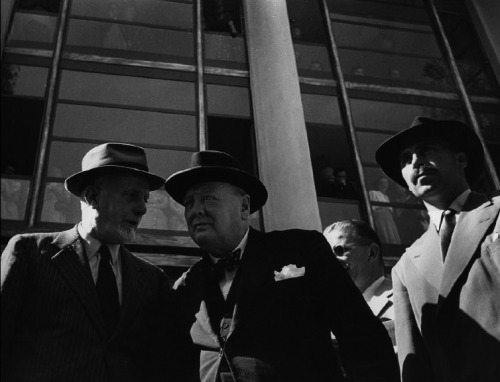
Churchill con il ministro degli Esteri italiano Carlo Sforza a Strasburgo nel 1950

Il Times scrisse che il discorso aveva "sorpreso il mondo" con "proposte oltraggiose" e avvertì che c'era ancora poco entusiasmo per tale unità, e che sembrava presumibile una divisione permanente tra l'Europa orientale e occidentale, sollecitando dei "più modesti" accordi economici. Il discorso di Churchill fu elogiato da Leo Amery e dal conte Coudenhove-Kalergi il quale scrisse che il discorso avrebbe spinto i governi all'azione. 
Churchill espresse sentimenti simili in una riunione della Primrose League all'Albert Hall del 18 maggio 1947. Dichiarò "Facciamo che l'Europa risorga" ma fu "assolutamente chiaro" che "non permetteremo che nessuna divisione venga tracciata tra la Gran Bretagna e gli Stati Uniti". I discorsi di Churchill contribuirono a incoraggiare la fondazione del Consiglio d'Europa. Nel 1948 Churchill presiedette il Congresso dell'Aia che riunì i rappresentanti di numerosi Stati europei per discutere i problemi riguardanti l'integrazione europea. Nell'estate del 1947 Churchill partecipò a Strasburgo alla riunione inaugurale del Consiglio d'Europa; nel discorso che tenne il 17 agosto invitò il Consiglio a muoversi come "entità europea" alle Nazioni Unite, incoraggiando anche il coinvolgimento della nuova Germania democratica nelle istituzioni europee. Disse:
(Winston Churchill al Congresso dell'Aia nel 1948)

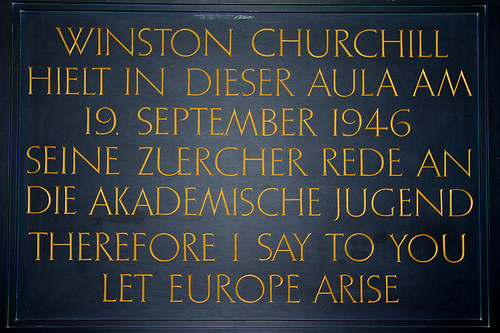
Targa commemorativa del Discorso di Zurigo

Nel giugno del 1950 Churchill fu fortemente critico nei confronti del fatto che il governo di Attlee non aveva inviato rappresentanti britannici a Parigi (per discutere del Piano Schuman per la creazione della Comunità europea del carbone e dell'acciaio), dichiarando che "les absents ont toujours tort " e definendo la politica laburista "un atteggiamento squallido" il quale " metteva a rischio l'equilibrio dell'Europa", e rischiava il fatto che la Germania dominasse il nuovo raggruppamento. Si fece promotore di una forma di confederazione mondiale attraverso l'ONU (sullo sfondo dell'invasione comunista della Corea del Sud), sottolineando al contempo che la Gran Bretagna era in una posizione unica per esercitare la leadership attraverso i suoi legami con il Commonwealth, gli Stati Uniti e l'Europa. Tuttavia, Churchill era contrario al fatto che la Gran Bretagna si unisse effettivamente a qualche raggruppamento federale. Nel settembre 1951 una dichiarazione dei ministri degli esteri americani, francesi e britannici accolse il Piano Schuman, sottolineando che avrebbe rilanciato la crescita economica e incoraggiato lo sviluppo di una Germania democratica, parte della comunità atlantica. 
Dopo essere tornato primo ministro, Churchill scrisse una nota per il gabinetto il 29 novembre 1951. In essa elencò le priorità della politica estera britannica come l'unità e il consolidamento del Commonwealth, "associazione fraterna" del mondo di lingua inglese (cioè il Commonwealth e gli Stati Uniti), quindi in terzo luogo, "l'Europa unita, alla quale siamo particolarmente legati come amici e alleati", sottolineando però al contempo la necessità di salvaguardare prima di tutto la sovranità della Gran Bretagna "solo nel momento in cui i piani per unire l'Europa prendono una forma federale non possiamo parteciparvi, perché non possiamo subordinare noi stessi o il controllo della politica britannica a delle autorità federali". Sempre nel 1951, al momento dell'istituzione della Comunità europea del carbone e dell'acciaio (CECA), Churchill dichiarò:
(Winston Churchill nel 1951)
Nel 1956, dopo essersi dimesso dalla carica di Primo Ministro, Churchill si recò ad Aquisgrana per ricevere il Premio Carlo Magno per il suo contributo all'Unità europea. Churchill è oggi considerato uno dei "Padri fondatori dell'Unione europea".
Nel luglio 1962 il maresciallo Montgomery dichiarò alla stampa che l'anziano Churchill, che aveva appena visitato in ospedale dove era stato operato per un'anca rotta, si era opposto alle trattative del primo ministro Macmillan per l'ingresso della Gran Bretagna nella CEE (proposta alla quale sarebbe stato posto il veto dal presidente francese, il generale de Gaulle, nel gennaio successivo). Churchill disse a sua nipote, Edwina che il comportamento di Montgomery nel divulgare alla stampa una conversazione privata era stato "mostruoso".

## Secondo mandato ministeriale

### Ritorno al governo

#### Politica domestica

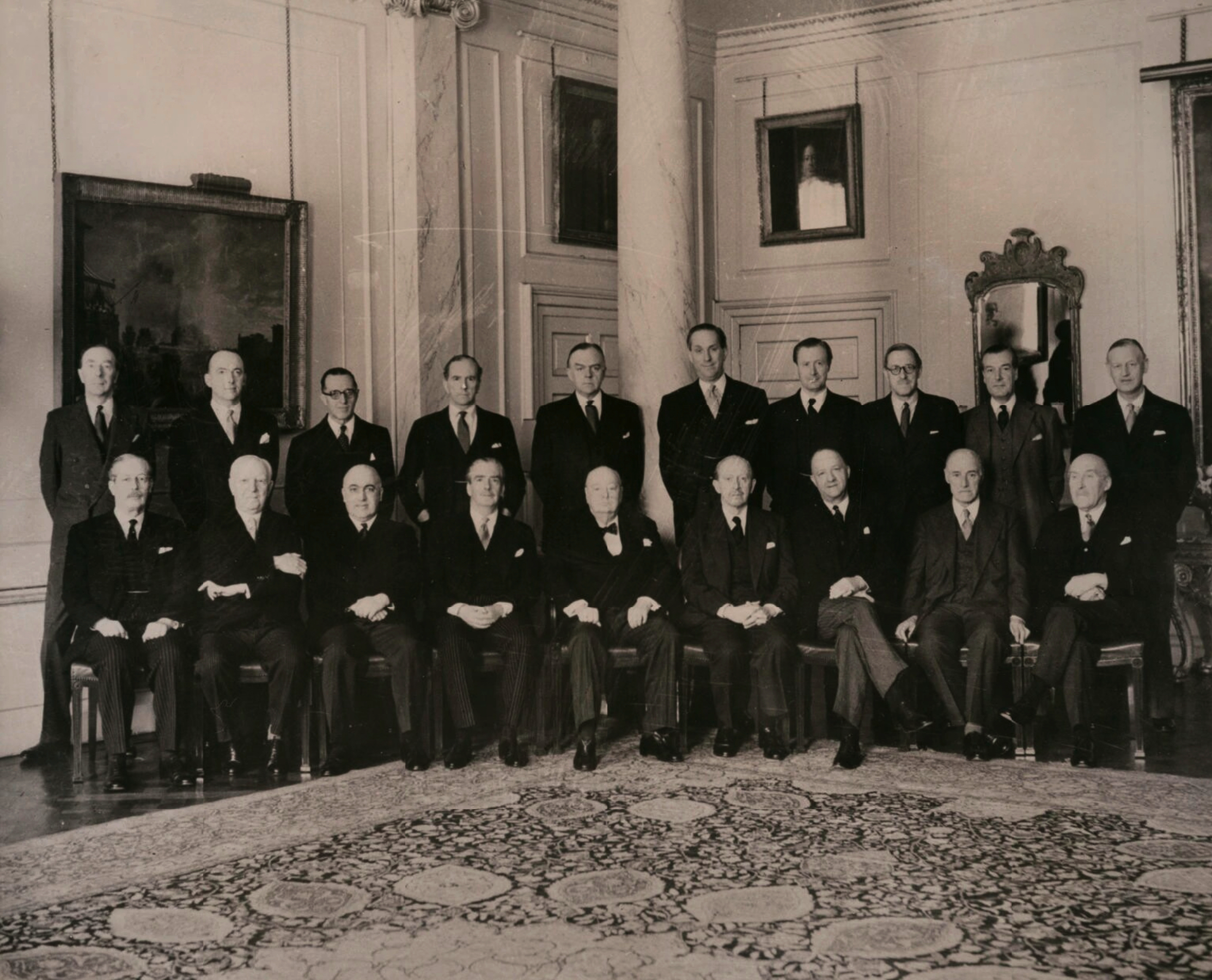
Il terzo Governo Churchill (1955)

Dopo le elezioni generali dell'ottobre 1951, Churchill divenne di nuovo primo ministro e il suo secondo governo durò fino alle sue dimissioni nell'aprile del 1955. Ricoprì inoltre l'incarico di ministro della Difesa dall'ottobre 1951 fino al 1 marzo 1952, quando consegnò il portafoglio al Feldmaresciallo Alexander. Subito entrato in carica, Churchill ridusse nettamente gli stipendi di tutti i componenti del governo (compreso il proprio) e avviò la privatizzazione dell'industria metallurgica, come promesso in campagna elettorale.
Negli affari interni vennero introdotte varie riforme, come il Mines and Quarries Act del 1954 e nello stesso anno il Housing Repairs and Rents Act. La prima misura consolidò la legislazione riguardante l'occupazione di giovani e donne nelle miniere e cave, insieme alla sicurezza, alla salute e al benessere dei minatori. Il secondo provvedimento estese invece l'applicazione della precedente legislazione edilizia e definì le norme di salubrità degli ambienti domestici. Furono innalzati anche gli sgravi fiscali , la costruzione di alloggi popolari aumentò, e le pensioni e i sussidi di assistenza nazionale furono aumentati. Controversa, tuttavia, fu la decisione di introdurre un'imposizione fiscale sui farmaci da prescrizione medica. Si trattava di un riformismo basato sul National Consensus post-bellico e su un certo paternalismo aristocratico verso i ceti inferiori nella tradizione del "One-Nation Conservatism" (Conservatorismo uninazionale) di Benjamin Disraeli.
Cercò anche di porre restrizioni all'immigrazione dalle Indie occidentali britanniche. Nel gennaio 1955 disse al Gabinetto che "Keep England White" (manteniamo l'Inghilterra bianca) era un buono slogan. Ian Gilmour ricorda che nel 1955 Churchill gli disse a proposito dell'immigrazione: "Penso che sia la questione più importante per questo Paese, ma non posso chiedere a nessuno dei miei ministri di prenderne nota".
Le politiche abitative erano state un punto qualificante del programma elettorale dei conservatori, dopo che il governo Churchill dei primi anni '50, con Harold Macmillan in qualità di Ministro per gli alloggi, aveva dato alla costruzione di alloggi popolari una priorità politica molto più alta di quella ricevuta sotto l'amministrazione Attlee (dove le politiche abitative erano state assegnate al portafoglio del ministro della Sanità Aneurin Bevan, la cui attenzione era stata concentrata sulla creazione del National Health Service). Macmillan aveva accettato la sfida di Churchill di soddisfare l'ambizioso impegno pubblico di quest'ultimo di costruire 300.000 nuove case all'anno e raggiungere l'obiettivo un anno prima del previsto.

### Questioni coloniali

#### Rivolta dei Mau-Mau
Le priorità interne di Churchill nel suo ultimo governo furono messe in ombra da una serie di crisi in politica estera, che erano in parte il risultato del continuo declino del potere e del prestigio militare e imperiale britannico. Essendo un forte sostenitore della Gran Bretagna come potenza internazionale, Churchill spesso privilegiò l'azione militare diretta. Un esempio fu il suo invio di truppe britanniche in Kenya per affrontare la ribellione dei Mau-Mau. Cercando di conservare ciò che poteva dell'Impero, una volta dichiarò "Non presiederò a uno smembramento". 
Nel 1953, il massacro di Lari, perpetrato dagli insorti Mau-Mau contro i Kikuyu fedeli ai britannici, cambiò l'aspetto politico della ribellione e diede il vantaggio a questi ultimi. La strategia di Churchill consisteva nell'usare una risposta militare, combinata con l'attuazione di molte delle concessioni che il governo di Attlee aveva bloccato nel 1951. Ordinò un aumento della presenza militare e nominò il generale Sir George Erskine, il quale avrebbe comandato l'operazione Anvil nel 1954 che sconfisse la ribellione nella città di Nairobi. Churchill ordinò di aprire i colloqui di pace, ma questi si interruppero dopo le sue dimissioni l'anno seguente.

#### Emergenza Malese
Un altro dossier fu quello che divenne noto come l'Emergenza malese. In Malaysia, un'insurrezione comunista contro il dominio britannico era in corso dal 1948. Ancora una volta, il governo di Churchill ereditò una crisi, e Churchill scelse l'opzione militare contro i ribelli mentre tentò di costruire un'alleanza con le forze filo-britanniche. Churchill incoraggiò il perseguimento di una strategia "hearts and minds" e approvò la creazione di villaggi fortificati, una tattica che sarebbe diventata abituale nella strategia occidentale in Asia Sud-Orientale.
L'emergenza malese fu un caso più evidente di movimento di guerriglia, centrato in un gruppo etnico, ma sostenuto dall'Unione Sovietica. In quanto tale, la politica britannica di confronto diretto e vittoria militare ebbe molto più sostegno che in Iran o in Kenya. Al culmine del conflitto, oltre 40.000 truppe britanniche e del Commonwealth erano di stanza in Malaysia. Mentre la ribellione veniva lentamente sconfitta, era altrettanto chiaro che il dominio coloniale dalla Gran Bretagna non era più sostenibile.
Nel 1953 furono elaborati piani per l'indipendenza della Malaysia, Singapore e delle altre colonie nella regione. Le prime elezioni si tennero nel 1955, pochi giorni prima delle dimissioni di Churchill, e nel 1957, sotto il primo ministro Harold Macmillan, la Malesia divenne indipendente.

### Relazioni con gli Stati Uniti, Medio Oriente e Guerra fredda

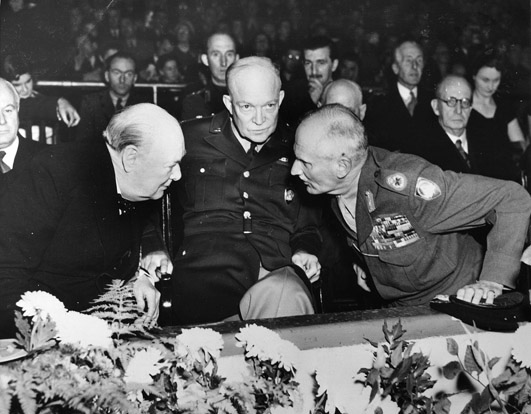
Churchill con Eisenhower e Montgomery nel 1951

Nei primi anni Cinquanta la Gran Bretagna stava ancora tentando di rimanere la terza grande potenza sulla scena mondiale. Questo fu "il tempo in cui la Gran Bretagna si scontrò con gli Stati Uniti con una fermezza che non avrebbe più avuto nel dopoguerra". Tuttavia, Churchill dedicò molto del suo tempo in carica alle relazioni anglo-americane e tentò di mantenere il rapporto speciale con la superpotenza. Fece quattro visite transatlantiche ufficiali in America durante il suo secondo mandato come primo ministro. 
Churchill ed Anthony Eden visitarono Washington nel gennaio del 1952. L'amministrazione Truman stava sostenendo i piani per una Comunità europea di difesa (CED), sperando che ciò avrebbe consentito il riarmo controllato della Germania occidentale e la contestuale riduzione della presenza militare americana in Europa occidentale. Churchill era convinto che la proposta della CED non avrebbe funzionato. Chiese invano un impegno militare americano per sostenere la posizione della Gran Bretagna in Egitto e in Medio Oriente (dove l'Amministrazione Truman aveva recentemente fatto pressione su Attlee affinché non intervenisse contro Mohammad Mossadeq in Iran). Ciò non incontrò l'approvazione americana: gli Stati Uniti si aspettavano il supporto britannico per combattere il comunismo in Corea, e guardavano all'impegno degli Stati Uniti in Medio Oriente come un supporto all'imperialismo britannico, oltre al fatto che gli americani non erano persuasi, a differenza di Churchill, che questo avrebbe impedito a regimi filo-sovietici di giungere al potere. Tuttavia, quando il governo di Mossadeq si avvicinò sempre più ai sovietici, gli Stati Uniti appoggiarono il colpo di Stato del 1953 che rovesciò il primo ministro iraniano. Questi peraltro aveva in precedenza nazionalizzato l'Anglo-Iranian Oil Company, compagnia petrolifera che già Churchill aveva nazionalizzato nel 1913 in favore del Regno Unito.

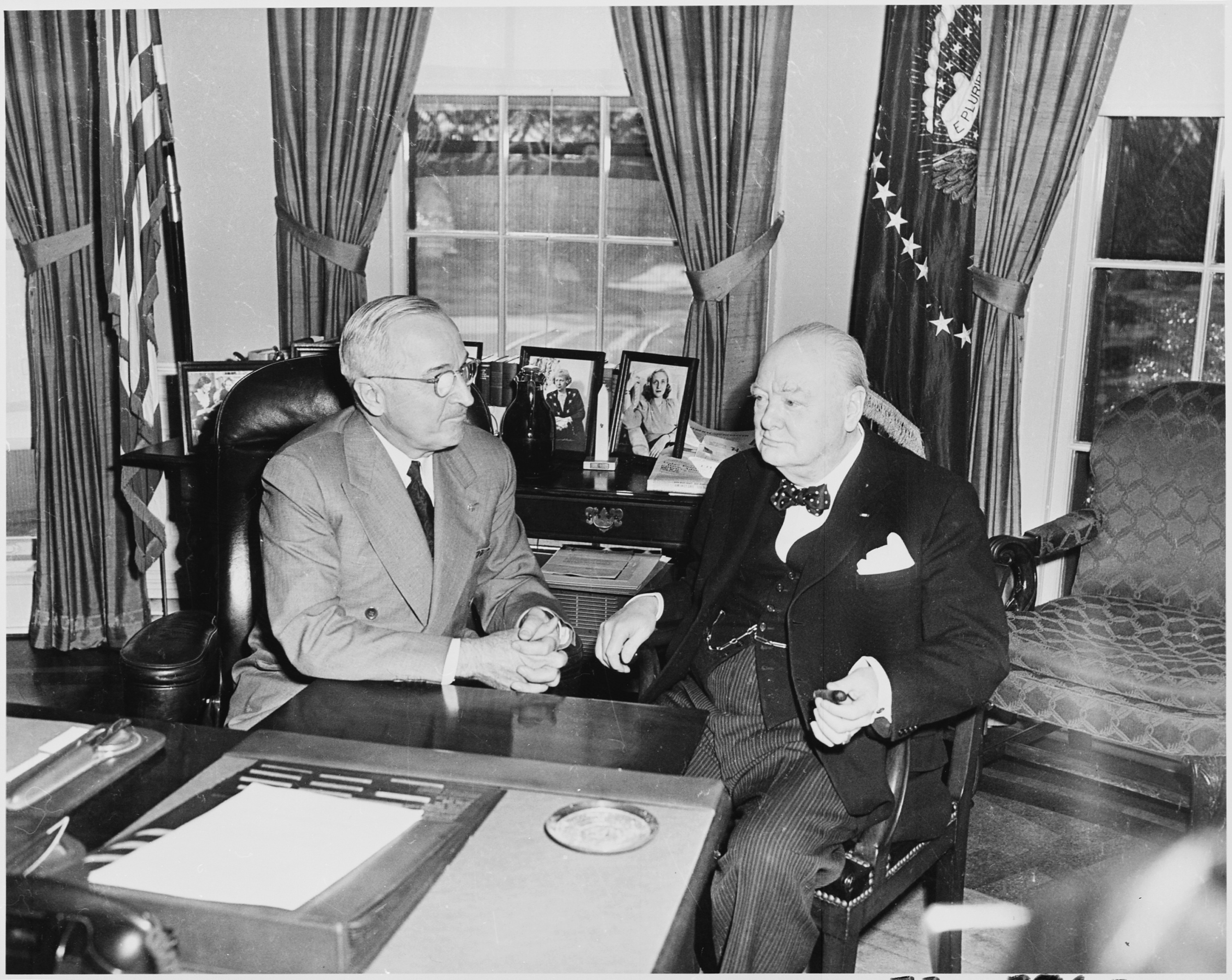
Churchill con Harry Truman nello Studio Ovale (1952)

All'inizio del 1953, la priorità della politica estera del Gabinetto era l'Egitto e la rivoluzione nazionalista egiziana. Nel luglio 1952 il re filo-britannico Faruq fu deposto da una giunta di ufficiali dell'esercito guidati dal generale Muhammad Naguib, che fu presto estromesso dal colonnello Gamal Abdel Nasser. L'Egitto era stato uno stato cliente britannico, sotto vari tipi di controllo e occupazione militare, dal 1883. Churchill si fece promotore di una linea di distensione con l'Egitto. Nel 1953 la Gran Bretagna, desiderosa di ripristinare relazioni amichevoli, accettò di porre fine al suo dominio in Sudan nel 1956 in cambio dell'abbandono da parte dell'Egitto delle proprie rivendicazioni sulla regione. Nell'ottobre del 1954, la Gran Bretagna e l'Egitto concludevano un accordo sull'evacuazione graduale delle truppe britanniche dalla base di Suez, con grande sgomento del "Gruppo Suez" interno ai deputati conservatori. 
Sempre con riguardo al Medio Oriente, Churchill portò avanti una politica di disimpegno militare britannico, coerentemente con le sue posizioni sin dai primi anni '20. In particolare, rifiutò di prestare assistenza militare alla Giordania, dopo che questa era diventata un rifugio sicuro per la guerriglia palestinese, nonostante l'opinione contraria di molti dentro e fuori dal suo partito. 
Dopo la morte di Stalin, Churchill, l'ultimo dei "Tre Grandi" della seconda guerra mondiale, scrisse l'11 marzo a Dwight Eisenhower, il quale aveva appena assunto l'incarico di Presidente degli Stati Uniti, proponendo un incontro al vertice con i sovietici; Eisenhower rispose di non rendere pubblico il suggerimento perché i sovietici avrebbero potuto usarlo a scopo propagandistico. 
Alcuni dei colleghi di Churchill pensavano si sarebbe dimesso dopo l'incoronazione della regina nel maggio del 1953. Eden scrisse a suo figlio il 10 aprile "Winston diventa ogni giorno più vecchio e tende a perdere un sacco di tempo... il mondo esterno non ha idea di quanto sia difficile. Per favore, fammi andare in pensione prima di avere 80 anni!" Tuttavia, la grave malattia di Eden (per poco non morì dopo una serie di operazioni fallite al dotto biliare) permise a Churchill di assumere il controllo degli affari esteri dall'aprile del 1953. Churchill ebbe un pessimo rapporto con il Segretario di Stato americano John Foster Dulles, vero e proprio "falco" della Guerra fredda. Come disse al suo medico Lord Moran:

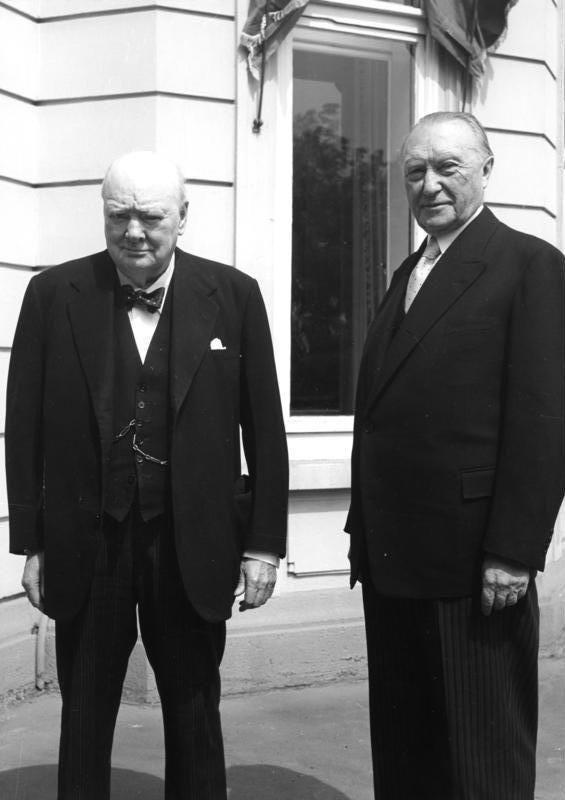
Churchill con Konrad Adenauer nel 1956

Nei rapporti con l'Europa, Churchill si prodigò per sostenere la rinascita della Repubblica federale tedesca. Nel 1953 a Londra ebbero luogo i negoziati che portarono all'Accordo sui debiti esteri germanici, che cancellò gran parte dei debiti di guerra tedeschi. Nel 1954 scrisse al cancelliere Konrad Adenauer: "Dopo tanti anni di lotta ho tra i più vivi il desiderio di vedere la nazione tedesca assumere il posto che le compete nella famiglia mondiale delle nazioni libere". 
Dopo l'avvento di Malenkov alla guida dell'Urss, Churchill si fece attivo promotore d una politica di apertura verso i sovietici. Dopo ulteriori scoraggiamenti da parte del presidente Eisenhower (negli Stati Uniti era anche l'epoca del maccartismo), Churchill decise di avviare un'azione autonoma della Gran Bretagna e annunciò i suoi piani per un summit anglo-sovietico alla Camera dei Comuni l'11 maggio. L'ambasciata americana a Londra osservò che questa era stata una rara occasione in cui Churchill non menzionò la solidarietà anglo-americana in un discorso. A luglio Molotov rispose per telegramma a Churchill dichiarandosi favorevole ad un incontro. Tuttavia l'iniziativa non ebbe seguito, a causa dell'ostilità di ministri come Lord Salisbury (facente funzione di Ministro degli Esteri) ed Anthony Nutting, i quali erano preoccupati per l'irritazione provocata agli americani e ai francesi, sebbene Selwyn Lloyd, insieme a molti conservatori, avesse sostenuto l'iniziativa di Churchill. Nel suo diario, un anno dopo, anche Eden scrisse con rabbia delle azioni di Churchill.
Di fronte all'ostilità verso la distensione con l'Unione Sovietica manifestata dai suoi ministri, Churchill decise di dotare il Regno Unito della Bomba all'idrogeno, senza informare il Gabinetto. Churchill intendeva usare il potere deterrente della nuova arma per avviare un disarmo concertato globale, come esplicitò alla Camera nel gennaio 1955, poco prima delle dimissioni:
(Winston Churchill alla Camera dei Comuni, gennaio 1955)
Le grandi potenze dovevano escogitare "un sistema di disarmo equilibrato e articolato in varie fasi". Il mezzo per raggiungere il disarmo era la deterrenza rappresentata dall'armamento nucleare "Questa deterrenza può portare in ogni momento al disarmo, posto che sia tale". Il 31 dicembre 1952 Churchill aveva detto al suo segretario privato Jock Colville: "In capo a trent'anni da ora l'Europa orientale sarà libera dal comunismo. Io non farò in tempo a vederlo, ma tu sì".

### Infarto e dimissioni
Churchill aveva subito un lieve ictus mentre era in vacanza nel sud della Francia, nell'estate del 1949. Quando formò il suo secondo governo la sua decadenza fisica era evidente a tal punto che Giorgio VI, già nel dicembre 1951, pensò di chiedere a Churchill di dimettersi l'anno successivo a favore di Anthony Eden, ma non è noto se il re lo avesse fatto prima della sua morte nel febbraio del 1952.
La fatica di ricoprire la Premiership e il Ministero degli Esteri insieme contribuì a causare il suo secondo infarto a Downing Street dopo una cena ufficiale il 23 giugno 1953 con Alcide de Gasperi. Nonostante fosse parzialmente paralizzato da un lato, presiedette a una riunione di Gabinetto il mattino seguente senza che nessuno si accorgesse della sua incapacità . Successivamente le sue condizioni peggiorarono e si pensò che non sarebbe sopravvissuto al fine settimana. Se Anthony Eden fosse stato in salute, la premiership di Churchill sarebbe probabilmente finita. La notizia venne nascosta al pubblico e anche al Parlamento, ma venne riferito che Churchill aveva sofferto di esaurimento nervoso. Andò nella sua casa di campagna, Chartwell, per riprendersi, e alla fine di giugno stupì i suoi dottori riuscendo, pur gocciolando dal sudore, a sollevarsi dalla sedia. Scherzò sul fatto che la notizia della sua malattia aveva tolto il processo del serial killer John Christie dalle prime pagine. 

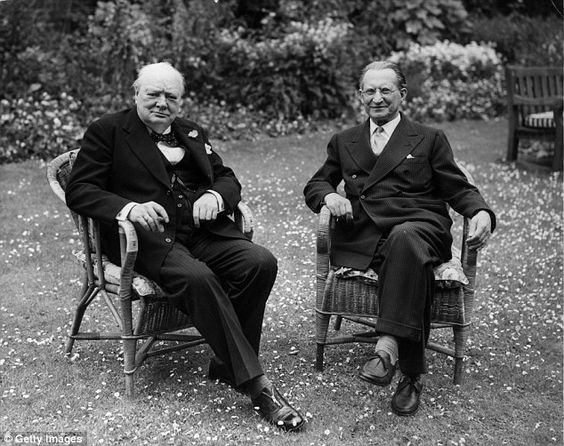
Churchill con Alcide de Gasperi il 23 giugno 1953

Churchill era ancora desideroso di avere un incontro con i sovietici e si dimostrò aperto all'idea di una Germania riunificata. Rifiutò di condannare il regime della Repubblica Democratica Tedesca, commentando il 10 luglio 1953 che "i russi sono sorprendentemente pazienti riguardo ai disordini nella Germania dell'Est". Pensava che questo potesse essere il motivo della rimozione di Berija. Churchill tornò alla vita pubblica nell'ottobre del 1953 per tenere un discorso alla conferenza del partito conservatore a Margate. Nel dicembre del 1953 Churchill incontrò Eisenhower alle Bermuda. 
Churchill fu coinvolto nell'attrito tra Eden e Dulles (giugno 1954). Nel viaggio di ritorno da un'altra conferenza angloamericana, il diplomatico Pierson Dixon paragonò le azioni degli Stati Uniti in Guatemala alla politica sovietica in Corea e in Grecia, facendo ribattere a Churchill che il Guatemala era un "posto di cui non ho mai sentito parlare". Churchill desiderava ancora compiere un viaggio ufficiale a Mosca e minacciò di rassegnare le dimissioni, provocando una crisi di governo quando Lord Salisbury minacciò di dimettersi a sua volta se Churchill avesse fatto a modo suo. Alla fine i sovietici proposero una conferenza delle cinque grandi potenze, che però non ebbe seguito dopo che Churchill si dimise. Entro l'autunno Churchill aveva nuovamente rimandato le sue dimissioni. 
Anthony Eden, terminata la convalescenza dalle sue operazioni, divenne una figura importante sulla scena mondiale nel 1954, guidando i negoziati di Ginevra per la pace in Indocina, siglando un accordo diplomatico con l'Egitto e un accordo tra i paesi dell'Europa occidentale dopo il rifiuto francese di aderire alla CED. Consapevole del fatto che stava decadendo sia fisicamente che mentalmente, Churchill alla fine si dimise primo ministro nel 1955 e gli succedette Anthony Eden, che era stato a lungo il suo ambizioso protetto (tre anni prima, Eden aveva sposato la nipote di Churchill, Anne Clarissa Spencer-Churchill, il suo secondo matrimonio). Poco prima delle sue dimissioni, Churchill soffrì per un periodo di sonnambulismo, una condizione alla quale era incline al momento delle dimissioni. Fu considerato come l'uomo politico che aveva avuto la più lunga carriera ministeriale nella politica britannica moderna. Churchill subì un altro lieve ictus nel dicembre del 1956.

### Ultimi anni e morte

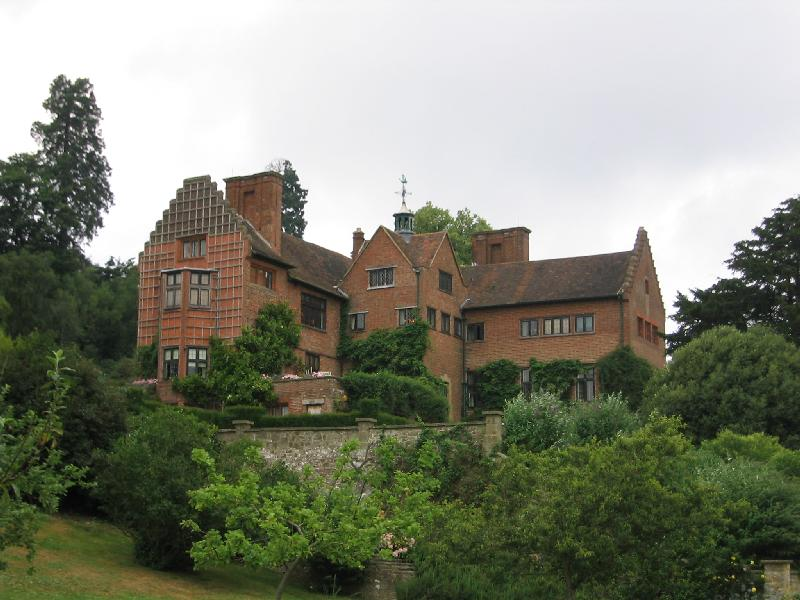
La residenza di Chartwell, nel Kent, dimora di Churchill

Elisabetta II offrì a Churchill il titolo di "Duca di Londra", ma Churchill rifiutò in seguito alle obiezioni di suo figlio Randolph, che avrebbe ereditato il titolo sulla morte del padre e quindi sarebbe stato escluso dalla Camera dei Comuni. Tuttavia, accettò il cavalierato dell'Ordine della Giarrettiera. Dopo aver lasciato il premierato, Churchill passò meno tempo in parlamento finché non si ritirò definitivamente dalla politica alle elezioni generali del 1964. Churchill trascorse la maggior parte del suo ritiro a Chartwell e nella sua casa di Hyde Park Gate, a Londra, e divenne un habitué dell'alta società sulla Costa Azzurra.. 
Sebbene pubblicamente la supportasse, Churchill era in privato scettico riguardo all'invasione di Suez voluta da Anthony Eden. Sua moglie Clementine credeva che Churchill si fosse recato numerose volte negli Stati Uniti negli anni seguenti per ricucire le relazioni anglo-americane. Il suo commento sulla crisi fu: "Non avrei mai fatto nulla senza prima consultare gli americani ma, una volta iniziata, non mi sarei mai fermato". Nel 1959 Churchill divenne Father of the House, Decano della Camera dei Comuni; fu anche l'unico parlamentare ad essere stato eletto sotto il regno della regina Vittoria e sotto quello della regina Elisabetta II. Al momento delle elezioni generali del 1959, Churchill ormai frequentava raramente la Camera dei Comuni. Nonostante la netta vittoria conservatrice, la sua maggioranza calò di oltre un migliaio voti. Il 27 luglio 1964 Churchill sedette per l'ultima volta alla Camera. Il giorno seguente, una rappresentanza parlamentare guidata dal primo ministro Alec Douglas-Home presentò a Churchill una risoluzione votata all'unanimità dalla Camera dei Comuni. La cerimonia si tenne nell'abitazione di Churchill ad Hyde Park Gate alla presenza di tutta la famiglia dello statista. Essa recitava:

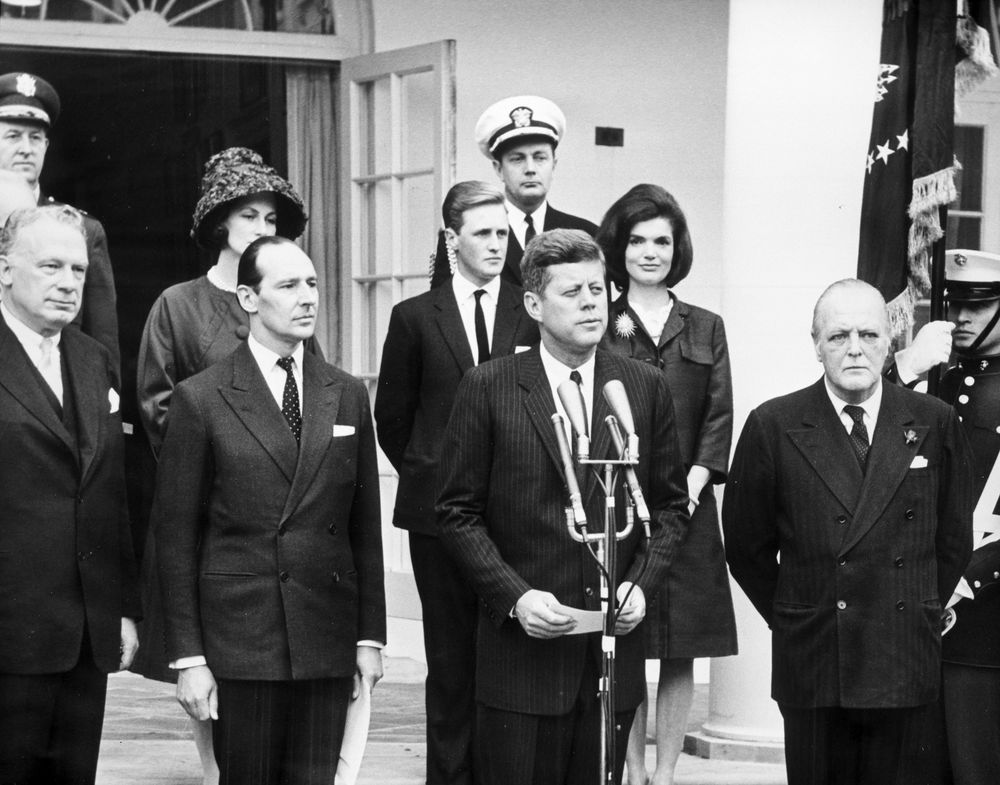
Il presidente John Fitzgerald Kennedy conferisce la cittadinanza onoraria degli Stati Uniti a Winston Churchill. Alla sua sinistra il figlio Randolph e in seconda fila, alla destra della First lady, il nipote Winston (1963)

Churchill passò gran parte dei suoi ultimi anni di vita nella sua residenza di campagna a Chartwell nel Kent. È opinione diffusa che quando le sue facoltà mentali e fisiche cominciarono a decadere, iniziò a perdere la battaglia che aveva dovuto combattere per tutta la vita contro quella che lui chiamava il "cane nero", cioè la depressione. Tuttavia Anthony Montague Browne, segretario personale di Churchill durante gli ultimi dieci anni di vita di quest'ultimo, scrisse che non aveva mai sentito Churchill riferirsi al "cane nero", e contestò vigorosamente l'idea che la salute dell'ex primo ministro fosse afflitta anche dalla depressione (oltre che dai ripetuti infarti e dall'età avanzata). L'evidenza biografica, se attentamente studiata, suggerisce che il "cane nero" dovrebbe essere interpretato più accuratamente come la metafora di Churchill per le reazioni psicologiche temporanee e non disabilitanti di preoccupazione e ansia che manifestò durante la sua carriera, seguito di difficoltà e battute d'arresto. L'immancabile rimedio per lui in quei momenti, che scoprì nel 1915, era la pittura; più tardi, aggiunse l'attività di carpentiere a Chartwell. Nella vecchiaia avanzata, le sue facoltà erano ormai troppo compromesse per permettergli di dipingere, e Churchill trovò un po' 'di conforto nella luce del sole e nei colori del Mediterraneo. Fece lunghe vacanze con il suo consulente letterario Emery Reves e sua moglie, Wendy Russell Reves, a La Pausa, la loro villa in Costa Azzurra, raramente raggiunto da Clementine. Fece anche otto crociere a bordo dello yacht Christina come ospite di Aristotele Onassis e Maria Callas. Una volta, quando la Christina dovette passare attraverso i Dardanelli, Onassis diede istruzioni di farlo durante la notte, in modo da non disturbare il suo ospite con ricordi infelici.
Si è ipotizzato che Churchill possa aver avuto la malattia di Alzheimer negli ultimi anni, anche se altri sostengono che la sua ridotta capacità mentale era semplicemente il risultato cumulativo dei vari infarti e ictus e della sordità crescente di cui soffriva già dal 1949. Nel 1963, il presidente americano John F. Kennedy, dopo autorizzazione concessa da un atto del Congresso, lo proclamò Cittadino onorario degli Stati Uniti, ma Churchill non fu in grado di partecipare alla cerimonia della Casa Bianca (lo rappresentarono il figlio Randolph e il nipote Winston jr.). 
Nonostante la cattiva salute, Churchill cercò ancora di rimanere attivo nella vita pubblica, e nel giorno di San Giorgio del 1964, mandò un messaggio di congratulazioni ai veterani del Raid di Zeebrugge del 1918 che stavano assistendo a una messa di commemorazione a Deal, nel Kent, dove due vittime dell'incursione erano state sepolte nel cimitero di Hamilton Road. Mentre la sua vita familiare diventava sempre più turbolenta (non riuscì a risolvere la complicata relazione di odio-amore tra lui e suo figlio) e sua figlia primogenita Diana si suicidò nel 1963 Churchill subì altri due infarti durante gli anni '60. Il 15 gennaio 1965, Churchill subì un grave ictus che gli procurò una trombosi; morì nella sua casa di Londra nove giorni dopo, all'età di 90 anni, poco dopo le otto di mattina di domenica 24 gennaio 1965, esattamente 70 anni dopo la morte del padre.

#### Funerale

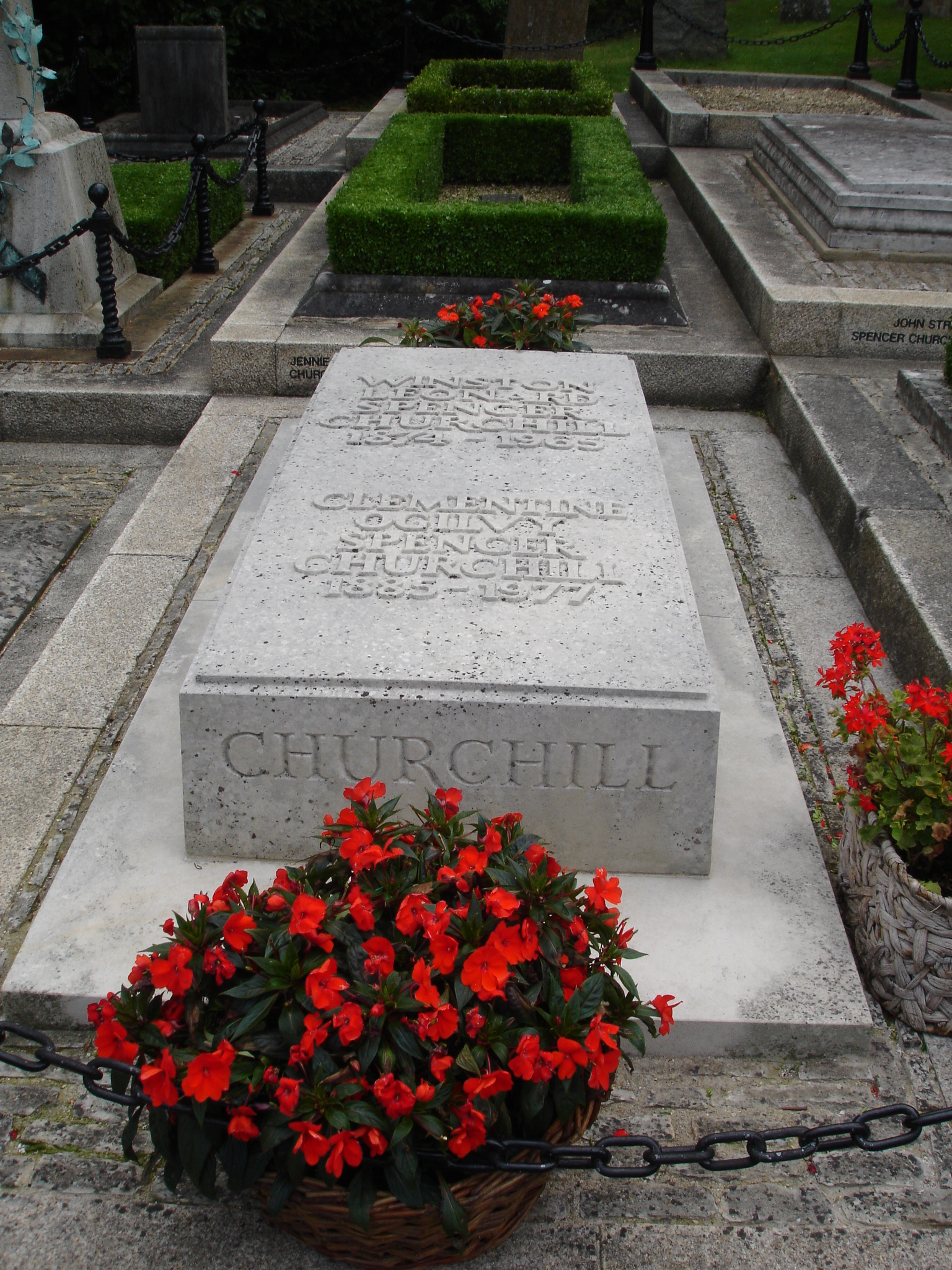
La tomba di Churchill e della moglie Clementine a Bladon, Oxfordshire

Il piano funebre per le esequie di Churchill era stato avviato nel 1953, dopo il primo infarto, sotto il nome "Operazione Hope Not". Lo scopo era quello di commemorare Churchill "su una scala che si addice alla sua posizione nella storia", come dichiarò la regina Elisabetta II. 
La cerimonia fu il più grande funerale di Stato nella storia mondiale fino a quel momento, con rappresentanti di 112 nazioni; solo la Cina non inviò un emissario. In Europa, 350 milioni di persone, tra cui 25 milioni in Gran Bretagna, assistettero ai funerali in televisione, e solo la Repubblica d'Irlanda non trasmise l'evento dal vivo.
Per decreto della Regina, il suo corpo fu composto in una camera ardente nella Westminster Hall per tre giorni e un servizio funebre di stato fu celebrato nella Cattedrale di St. Paul il 30 gennaio 1965. Uno dei più grandi raduni di statisti del mondo ebbe luogo per la cerimonia. Vi presero parte, tra gli altri, il presidente francese Charles de Gaulle, il premier canadese Lester Pearson, il primo ministro della Rhodesia Ian Smith e l'ex Presidente degli Stati Uniti Dwight Eisenhower. Il primo ministro australiano, Sir Robert Menzies, il Primo Ministro del Commonwealth da più tempo in carica (che aveva conosciuto intimamente Churchill in tempo di guerra), rese omaggio al suo collega nella cerimonia funebre, così come il presidente Eisenhower. Insolitamente, la regina assistette al funerale perché Churchill fu il primo cittadino comune a ricevere un funerale di Stato dai tempi di William Gladstone. Alla cerimonia parteciparono anche membri delle famiglie reali del Belgio, della Norvegia, dei Paesi Bassi e della Danimarca. Mentre la bara piombata di Churchill risaliva il Tamigi da Tower Pier a Festival Pier sulla MV Havengore, i portuali abbassarono le gru dei Docks in segno di saluto. 

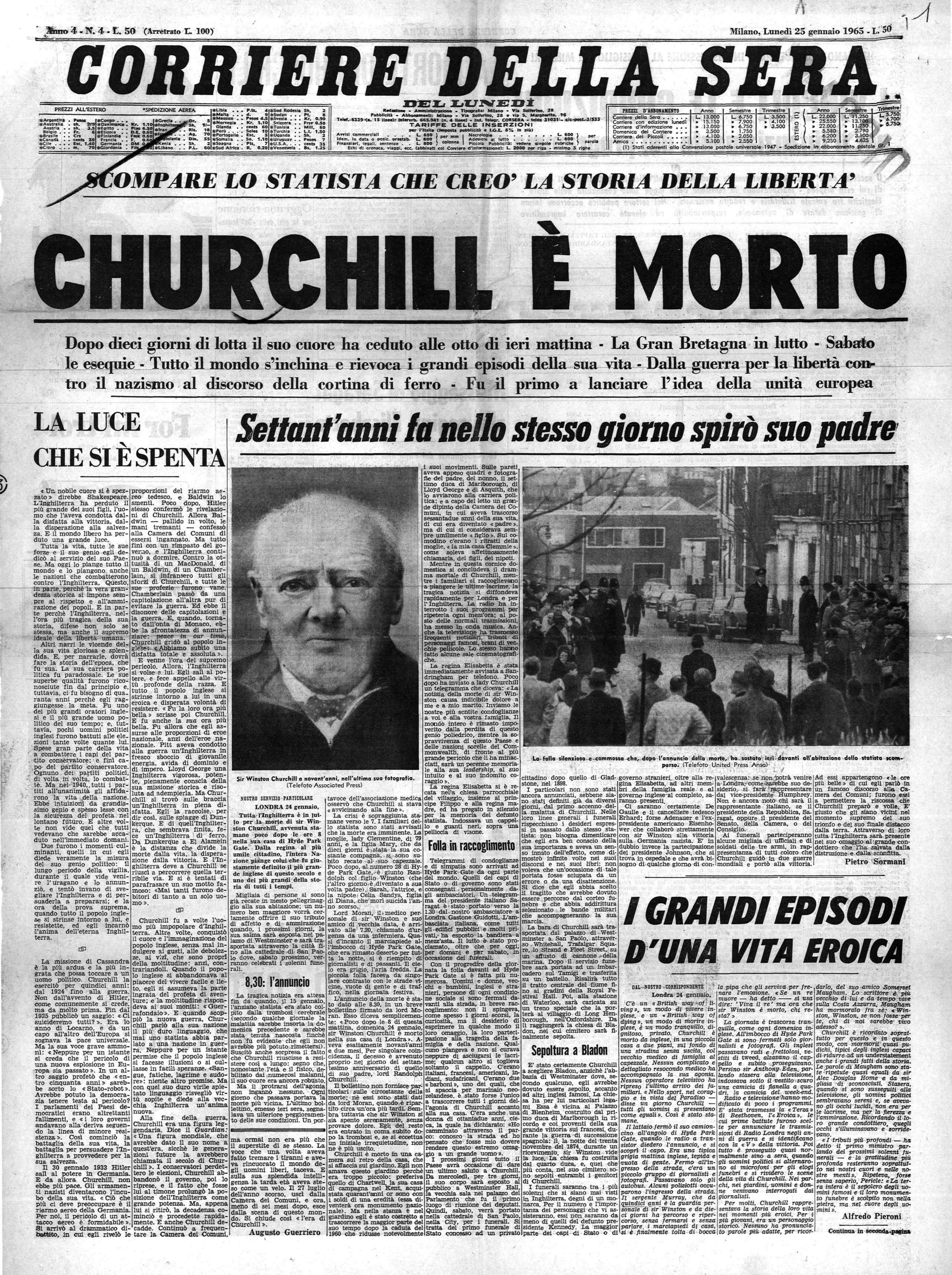
La prima pagina del Corriere della Sera del 25 gennaio 1965 annuncia la morte di Churchill

La Royal Artillery sparò i 21 colpi di saluto dovuti a un capo di governo, e la RAF lo salutò con un volo coreografico di sedici caccia Lightning. La bara fu poi portata a breve distanza verso la stazione di Waterloo, dove fu caricata su una carrozza ferroviaria appositamente preparata e dipinta come parte del treno funebre per il suo viaggio fino ad Hanborough, sette miglia a nord-ovest di Oxford. A Bladon, vicino a Blenheim, si tenne una cerimonia funebre privata per i soli familiari e amici intimi.
Il treno funebre delle carrozze Pullman che trasportavano i suoi familiari in lutto fu trainato dalla locomotiva a vapore della classe Battle of Britain No. 34051 Winston Churchill. Nei campi lungo il percorso, e nelle stazioni attraverso cui passava il treno, migliaia di compatrioti si fermarono in silenzio per dare il loro ultimo saluto a Churchill. Su richiesta di Churchill, fu sepolto nel camposanto di famiglia a St Martin's Church, Bladon, vicino a Woodstock, non lontano dal suo luogo natale, Blenheim Palace. Accanto a lui riposano i suoi genitori e tutti i suoi antenati e discendenti. Nel 1998 la sua lapide dovette essere sostituita a causa del gran numero di visitatori nel corso degli anni che l'avevano erosa. Una nuova lapide fu posta in quell'anno in una cerimonia alla quale parteciparono membri della famiglia Spencer-Churchill.
Poiché i funerali si svolsero il 30 gennaio, la gente negli Stati Uniti lo celebrò rendendo omaggio alla sua amicizia con Franklin Delano Roosevelt, dal momento che quel giorno era anche l'anniversario della nascita del Presidente. Coloro che parteciparono a una commemorazione sulla tomba di Roosevelt nella sua casa di Hyde Park, New York, udirono oratori parlare della coincidenza della data nelle esistenze di due leader che hanno determinato la storia del XX secolo.
Il 9 febbraio 1965, il patrimonio di Churchill fu valutato a 304.044 sterline (equivalenti a 13.244.523 sterline nel 2016), di cui 194.951 vennero pagate come tasse di successione. Churchill lasciò 10.000 sterline a Anthony Montague Browne, il suo segretario privato, e restituì un portasigarette d'oro datogli dal conte di Birkenhead all'attuale "detentore di quel titolo". Tre "fattrici, seguaci o puledre non superiori a £ 7500 in valore" furono date a Christopher Soames, suo genero.
Il vagone funerario di Churchill, ex vagone della Southern Railway S2464S, fa ora parte di un progetto di conservazione della ferrovia turistica Swanage Railway, essendo stato rimpatriato nel Regno Unito nel 2007 dagli Stati Uniti, dove era stato portato nel 1965. 
Più tardi, nel 1965, un memoriale di Churchill, inciso da Reynolds Stone, fu posto nell'Abbazia di Westminster.